# Asterella gracilis
Asterella gracilis là một loài rêu trong họ Aytoniaceae. Loài này được F. Weber Underw. mô tả khoa học đầu tiên năm 1895.